# 424 TCN
424 TCN là một năm trong lịch La Mã.